# Air Ivoire
Air Ivoire of Nouvelle Air Ivoire was een Ivoriaanse luchtvaartmaatschappij met haar thuisbasis in Abidjan. De maatschappij voerde haar laatste vlucht uit in 2011. Haar opvolger, Air Côte d'Ivoire, is begonnen in 2012.

## Geschiedenis
Air Ivoire was opgericht in 1956 door Air Afrique, TAI en Sodetraf. Gestart werd met vluchtuitvoering in 1964. In 1976 werd de maatschappij genationaliseerd. In 2001 nam All Africa Airways een aandeel van 75%, waardoor hervatting van inmiddels gestaakte diensten kon plaatsvinden. In 2011 is de maatschappij opgeheven.

## Diensten
Air Ivoire voerde in de zomer van 2007 lijnvluchten uit naar:
Afrika:
- Abidjan, Accra, Bamako, Conakry, Cotonou, Dakar, Douala, Libreville, Lomé, Niamey, Ouagadougou.

Europa:
- Bordeaux, Marseille, Parijs.

## Vloot
De vloot van Air Ivoire bestond in september 2011 uit:
- 1 Boeing 737-200
- 1 Boeing 737-500